# Шипохвостовиді
Шипохвостовиді (Anomaluromorpha) — один з підрядів (за іншою класифікацією інфраряд) ряду мишоподібні (Muriformes) надряду гризуни (Rodentia). Тварини проживають в Африці південніше Сахари.